# Fearless (Taylor's Version)
Fearless (Taylor's Version) este primul album re-înregistrat al artistei Taylor Swift, lansat pe 09 aprilie 2021, prin Republic Records. Este re-înregistrarea celui de-al doilea său album, Fearless, lansat în 2008. Swift a început procesul re-înregistrărilor după vânzarea drepturilor înregistrărilor celor prime 6 albume ale sale, cu scopul de a le deține ea însăși.
Conținând versiunile re-înregistrate ale celor 19 piese de „Ediția de Platină” a albumului original, single-ul din 2010 „Today Was a Fairytale”, și 6 piese noi „From the Vault” („Din Seif”—piese care aproape au fost puse pe albumul original), Fearless (Taylor's Version) are 26 de piese.